# Nayala
Nayala är en provins i Burkina Faso. Den ligger i regionen Boucle du Mouhoun, i den centrala delen av landet, 160 km väster om huvudstaden Ouagadougou. Antalet invånare är 149 002. Arean är 3,9 kvadratkilometer. Huvudort är Toma.